# Abú Abdallah ibn Battúta
Abú Abdallah ibn Battúta (* 24. února 1304 Tanger, Maroko – † 1368 nebo 1369 tamtéž) byl jedním z nejvýznamnějších arabských cestovatelů a kartografů středověku.

## Životopis
Narodil se v berberské rodině v Tangeru na území dnešního Maroka. V mládí studoval islámské vědy a právo. Jako znalec islámského práva býval zván k různým politikům té doby a pověřování různými úkoly např. diplomatickými. Z jeho cestopisů lze sledovat i dobový vztah k ženám v rovině islámského práva.

### Cesty
Roku 1325 se vydal na cestu do poutního místa všech muslimů, do Mekky. Nevrátil se odtud zpět do vlasti, nýbrž rozhodl se procestovat co nejvíce zemí. Putoval třicet let téměř celým tehdy známým světem. Nejprve se vydal přes severní Afriku do Káhiry, odtud přes poušť dospěl k Rudému moři. Odtud chtěl do Džiddy, ale válečné události mu to neumožnily, a tak se vrátil do Egypta. Po moři tedy odcestoval do Sýrie a odtud do Medíny a Mekky. Po krátkém zdržení se přes Arábii a Persii dostal do Bagdádu, Tabrízu, Diyarbakıru a Mosulu, poté se vrátil do Mekky.
V letech 1328–1330 si doplňoval vzdělání a pak se vydal na novou cestu. Prošel Jemenem přes Omán k Hormuzskému průlivu, pak na sever do Íránu a přes Perský záliv do Arábie, aby vykonal pouť do Mekky v roce 1332. Po té se vydal do Malé Asie a z přístavu Sinop se plavil na Krym. Dostal se až k ústí Volhy, navštívil i Kavkaz a Astrachaň, odtud se přes Dobrudžu a Bulharsko vrátil do Konstantinopole. V následujícím roce cestoval přes Chorezm, Bucharu, Samarkand, Afghánistán a Írán přes pohoří Hindúkuš k řece Indus. Po příchodu do Dillí vstoupil do služeb sultána, ve kterých setrval 6 let. Přitom měl možnost poznat Maledivy, kde se stal velmi vlivnou osobou, ale nakonec musel odsud prchnout. Přes Cejlon se vrátil do Indie, kde pomocí sultána chtěl dobýt Maledivy, plán se nakonec neuskutečnil. A tak se vydal přes Bengálsko, Sumatru a Vietnam do Číny. V Pekingu v té době vypukla revoluce, a tak se vrátil na jih do Zajtúnu, kde krátce setrval, aby se nakonec nalodil a vrátil se po moři v roce 1347 do Mekky. Odtud se krátce na to vydal přes Káhiru do Sardinie a hned zpět na africký kontinent do Tunisu a po souši do Fezu.
V roce 1349 putoval do Granady, aby zhlédl poslední muslimské panství v Evropě. V roce 1352 podnikl poslední cestu do říše Mali. Ze Sidžilmásy se s karavanou vydal přes Saharu do Timbuktu a k řece Niger. Odtud zpět přes pohoří Ahaggar a oázu Tuát se vrátil v roce 1353 do Maroka.

### Pozdní období
V závěru života působil na několika místech Maroka jako soudce. V roce 1355 podal zprávu o svých cestách marockému literátovi. Zemřel v roce 1368 nebo 1369 v rodném Tangeru. Své cesty poměrně podrobně zmapoval. Jeho líčení a zprávy z cest neobsahuje žádné fantastické a nadpřirozené jevy, jichž jsou plny cestopisy z té doby.

## Dílo
- Voyages d’Ibn Batoutah, vyd. C. Defrémery, B. Sanguinetti, 4 sv., Paříž 1853–58 (český překlad Cesty po Africe, Asii a Evropě vykonané v l. 1325 až 1354. /překlad Ivan Hrbek / Praha, Státní nakladatelství krásné literatury a umění, 1961. 594 s.[1])